# Ozarba rectificata
Ozarba rectificata är en fjärilsart som beskrevs av Emilio Berio 1950. Ozarba rectificata ingår i släktet Ozarba och familjen nattflyn. Inga underarter finns listade i Catalogue of Life.